# Reserva (Villa Nueva)
Reserva (auch: Reserva I) ist eine Ortschaft im Departamento Pando im Tiefland des südamerikanischen Andenstaates Bolivien.

## Lage im Nahraum
Reserva liegt in der Provinz Federico Román und ist der größte Ort im Cantón Villa Nueva im Municipio Villa Nueva. Die Ortschaft liegt auf einer Höhe von 143 m am Arroyo Reserva, der zehn Kilometer südöstlich in den Río Negro mündet, der wiederum flussabwärts in den Río Abuná mündet.

## Geographie
Reserva liegt im bolivianischen Teil des Amazonasbeckens in der nördlichen Ecke des Landes nahe der Grenze zu Brasilien.
Die mittlere Durchschnittstemperatur der Region liegt bei 26 °C und schwankt nur unwesentlich zwischen 25 °C im Mai und 27–28 °C von Dezember bis Februar (siehe Klimadiagramm Riberalta). Der Jahresniederschlag beträgt etwa 1300 mm, bei einer ausgeprägten Trockenzeit von Juni bis August mit Monatsniederschlägen unter 20 mm und einer Feuchtezeit von Dezember bis Januar mit Monatsniederschlägen von mehr als 200 mm.

## Verkehrsnetz
Reserva liegt in einer Entfernung von etwa 290 Kilometern Luftlinie nordöstlich von Cobija, der Hauptstadt des Departamentos.
Reserva ist nicht auf dem Landweg über befestigte Straßen von Cobija aus zu erreichen. Die Ortschaft liegt in dem feuchten flachwelligen Gelände zwischen dem nördlich gelegenen Río Abuná und dem südlich gelegenen Río Orthon. Die Anlage von befahrbaren Pisten, erst recht von befestigten Straßen ist in dieser Region sehr aufwändig.
Reserva ist über eine Piste vorbei an der Ortschaft Democracia mit der 58 Straßenkilometer südwestlich am Río Orthon gelegenen Ortschaft Humaitá verbunden, nach Osten mit der wenige Kilometer entfernten Ortschaft Chiripa.

## Bevölkerung
Die Einwohnerzahl des Ortes ist zwischen den beiden letzten Volkszählungen  auf mehr als das Doppelte angestiegen:
| Jahr | Einwohner         | Quelle       |
| ---- | ----------------- | ------------ |
| 1992 | keine Detaildaten | Volkszählung |
| 2001 | 169               | Volkszählung |
| 2012 | 141               | Volkszählung |
| 2024 |                   | Volkszählung |